# Architecture gothique en Espagne

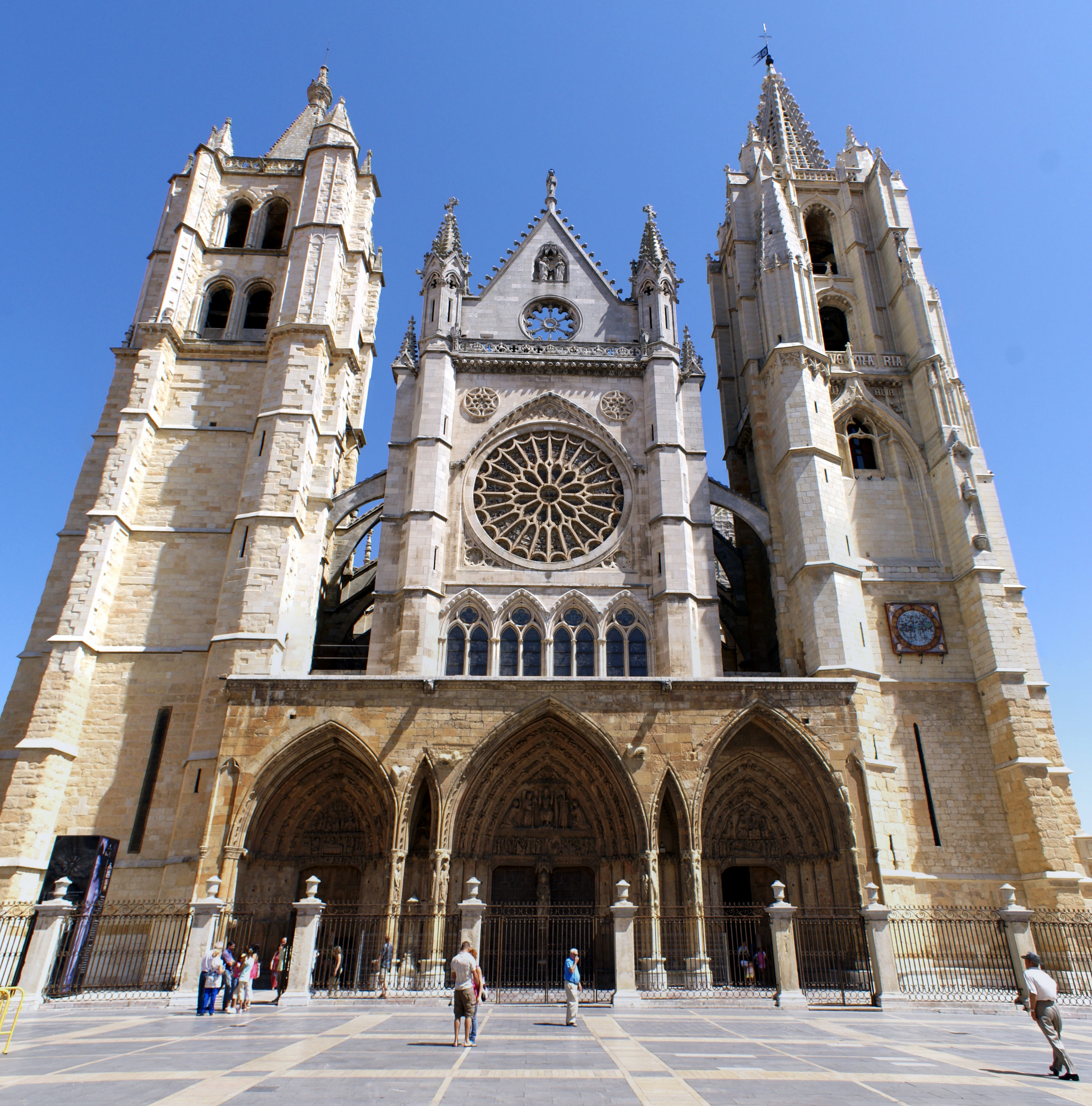
La cathédrale de León fait partie des cathédrales espagnoles qui représentent le mieux la pureté et l'unité stylistique gothique, avec une profonde influence française. Sa construction date du XIIIe siècle. Sur l'image, la façade occidentale, avec un portique triple similaire à celui de la cathédrale de Reims, et une rosace centrale, est flanquée de tours gothiques, de formes et de hauteurs différentes.

L'architecture gothique en Espagne se répandit à la fin du XIIe siècle, assez rapidement après sa naissance en France. Sa consolidation fut lente, combinant à ses débuts les éléments architecturaux romans et gothiques. Dès ses débuts et jusqu'à la période du haut gothique, l'architecture espagnole resta fidèle aux modèles français. Cependant, certaines caractéristiques, comme la persistance plans au sol de style romans ou la conservation d'éléments décoratifs d'influence mudéjar, conduisirent à la formation de variantes stylistiques locales, qui prirent de l'importance à la fin du XIIIe siècle et durant le XIVe, lorsque apparut une grande différenciation dans les formes architecturales et décoratives régionales. Le développement de l'architecture en Espagne durant ces siècles reflète les différentes circonstances historiques auxquelles étaient assujettis les différents royaumes de la péninsule. Ainsi, le développement du gothique dans le sud de l'Espagne actuelle fut tardif, alors que la prospérité économique de la Catalogne stimula les constructions civiles de cette zone. À la fin du XVe siècle surgit un style pan-espagnol, caractéristique du cercles des Rois Catholiques, qui naquit de la rencontre des structures gothiques tardives européennes, des décorations mudéjar et des motifs de la renaissance.

## L'art gothique
L'art gothique a ses racines en France. Il surgit vers 1140 en Île-de-France, date à partir de laquelle on observa un développement et une rénovation profonds de l'architecture, tant par la qualité que par le nombre des édifices construits. L’Espagne avec l'Allemagne, furent deux des pays d'Europe qui reçurent l'architecture gothique avec le plus grand enthousiasme. L'introduction du gothique dans la péninsule ibérique, par ses relations géographiques et politiques avec la France, commença très tôt et fut très longue ; des relations étroites avec le gothique français se maintinrent par l'intérêt des monarques hispaniques avec l'art et la culture de son voisin français.

## Diffusion

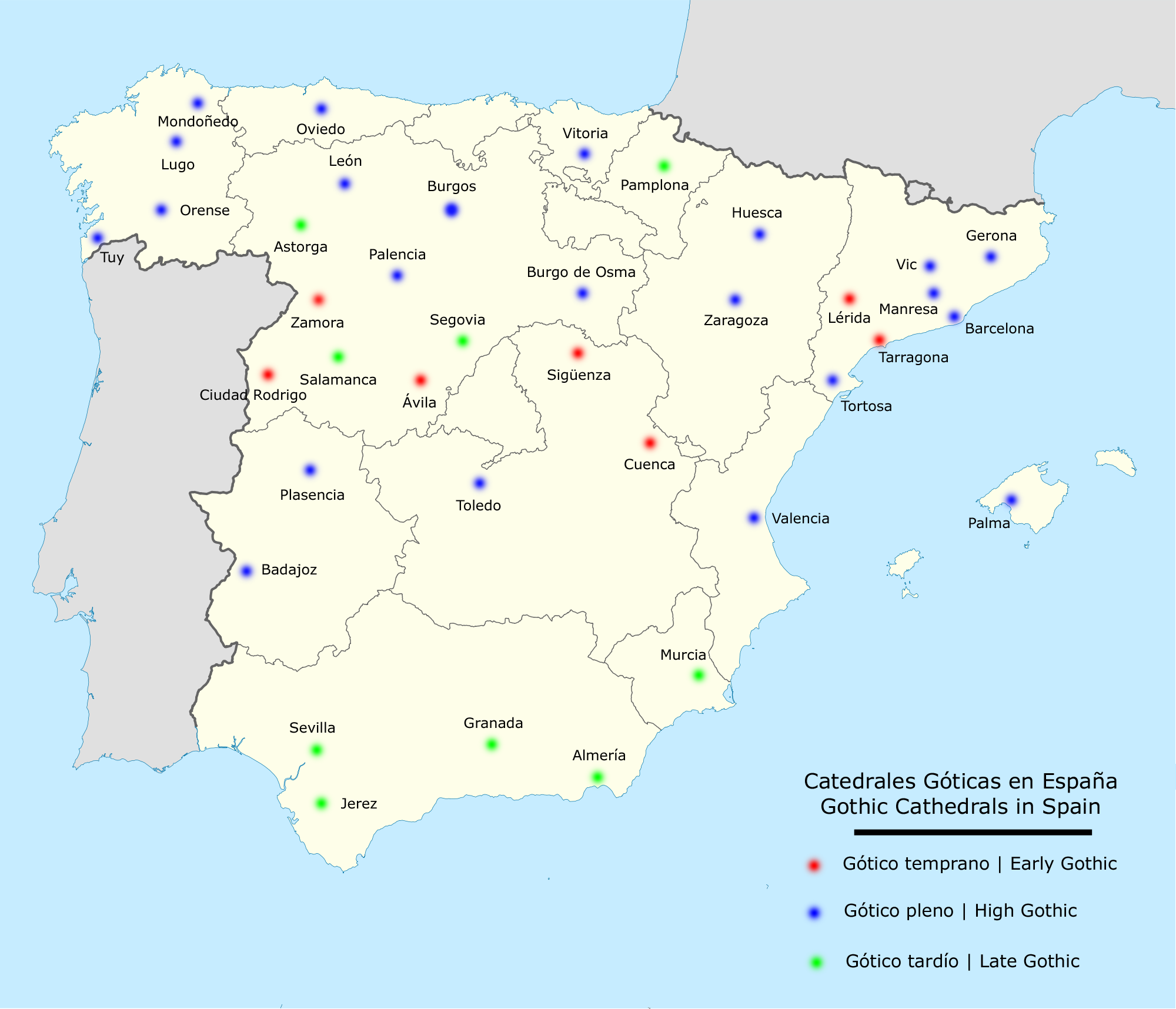
Carte des cathédrales gothiques en Espagne (hors Canaries, Ceuta et Melilla).

La diffusion de l'architecture gothique en Espagne eut trois influences principales. La première fut l'architecture cistercienne, qui s'étendit sur tout le pays et qui avant le XIIIe siècle avait construit de grands couvent de l'ordre réformé, annonçant l'art gothique.
La seconde voie furent les relations maintenues entre le comté de Barcelone avec le languedoc et la Provence ; ainsi que les contacts entre les évêchés catalans et ceux de Narbonne et de Montpellier. La troisième voie se produisit en Castille et Leon, où les mariages des plusieurs rois avec des princesses des maisons d'Anjou, de Bourgogne et de Plantagenet facilitèrent l'introduction du gothique français dans la zone centrale.
La transition entre le style roman et le gothique se produisit de façon lente en Espagne à cause de la jalousie qui suscitait les nouvelles structures gothiques, alors au caractère révolutionnaire.  Le premier élément gothique qui s'incorpora à l'architecture espagnole fut la voûte en ogive dont l'apparition remonte aux années 1170 par l'ordre cistercien. Une manifestation de ce changement furent des édifices commencés selon un modèle gothique puis achevés selon un schéma roman. La combinaison des deux formes généra un style de transition dont les édifices les plus notables sont les cathédrales de Tarragone – commencée en 1174 – de Lleida (1203), de Avila (1170) et de Cuenca (1196)

## Plénitude gothique duXIIIesiècle
La plénitude gothique se développa avec toute sa force sur le chemin de Saint-Jacques de Compostelle au XIIIe siècle avec la création de certaines des cathédrales du plus pur gothique, d'influence française, durant les règnes en Castille-et-León de Ferdinand III : les cathédrales de Burgos, León et Tolède. Sur la Meseta, étaient présentes deux influences : celle de Bourgogne dans le royaume de Léon (liée à la dynastie Lyonnaise) ; et anglaise dans le royaume de Castille, avec l'alliance matrimoniale des rois castillans avec la maison de Lancaster.

## XIVesiècle

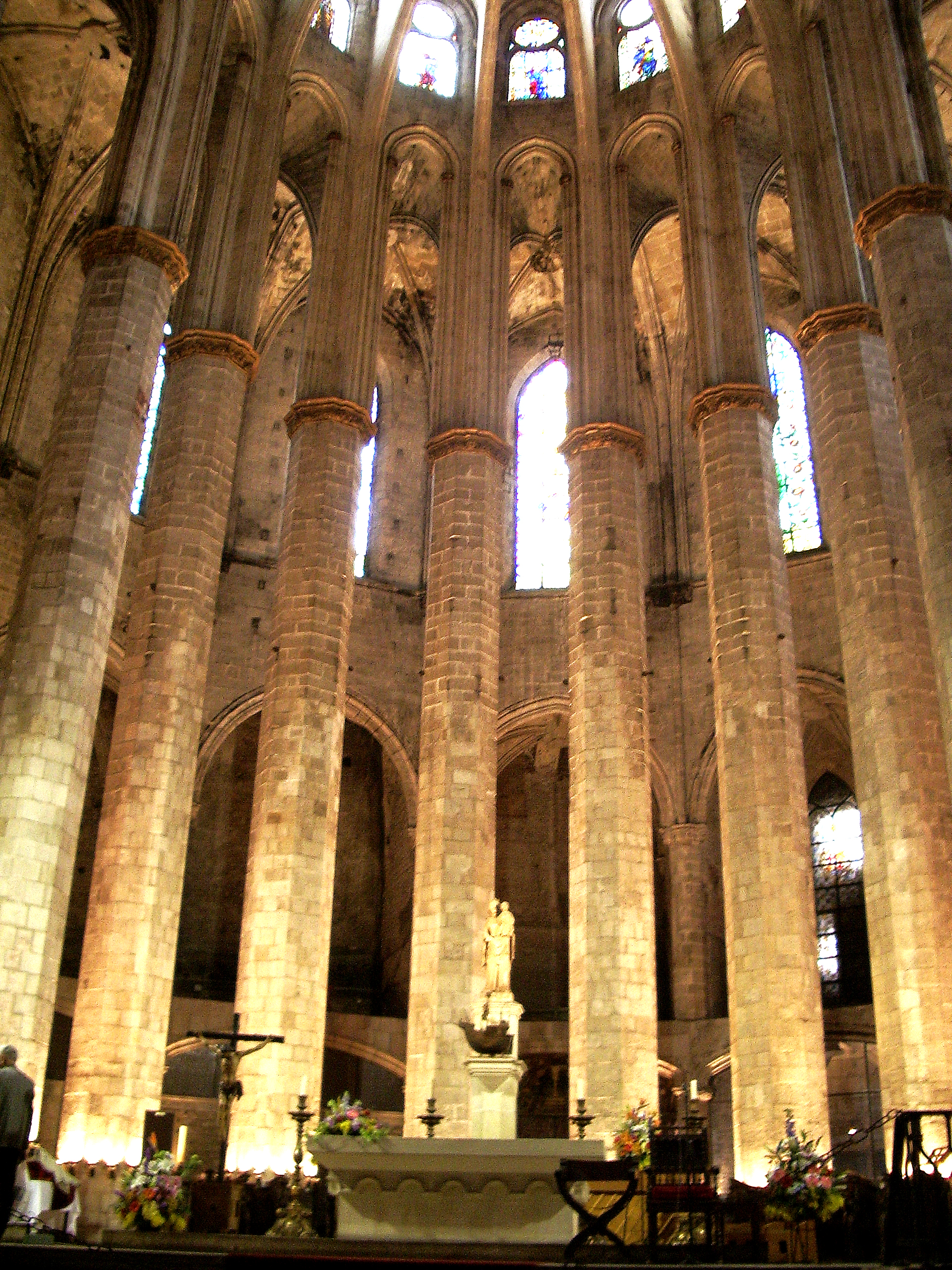
La basilique Sainte-Marie-de-la-Mer de Barcelone est caractéristique du gothique catalan, avec sa grandeur architecturale, d'amples d'espaces, des murs lisses et peu de décoration.

Le XIVe siècle permit le développement de la splendeur gothique dans les aires méditerranéennes de Catalogne, de Valence et de Majorque. La diversité climatologique, l'influence française et italienne et la configuration sociale marquèrent le style gothique de ces zones avec des traits propres. Ce sont des constructions extérieurement sobres et de grande simplicité qui donnent une grande solennité à ces temples. Ceux-ci suivent un plan dit « de salon » de tradition nord-européenne, où les différences de hauteurs entre les nefs et l'absence d'arc-boutant sont résolues avec une décoration sculpturale caractérisée par l'influence anglaise dans le sud de la France et un apport mudéjar quasi nul. La préoccupation pour la perfection et la pureté constructive se substitue aux éléments décoratifs de l'architecture castillane. On dénombre en outre un grand nombre d'édifices civils.

### Principaux édifices religieux
| Construction              | Lieu              | Bâtiment                                     | remarques                                                                                  |
| ------------------------- | ----------------- | -------------------------------------------- | ------------------------------------------------------------------------------------------ |
| 1205                      | León              | Cathédrale de León (Espagne)                 |                                                                                            |
| 1298                      | Barcelone         | Cathédrale de Barcelone                      |                                                                                            |
| XIIIe siècle - XVe siècle | Burgos            | Cathédrale Sainte-Marie de Burgos            |                                                                                            |
| XIIIe siècle -            | Tolède            | Cathédrale Sainte-Marie de Tolède            |                                                                                            |
| 1317                      | Girone            | Cathédrale de Gérone                         | Commencée sur le plan de celle de Barcelone, avec changement de plan par Guillermo Bofill. |
| - 1346                    | Palma de Majorque | Cathédrale de Palma de Majorque              | hauteur sous voute de 44 mètres.                                                           |
| 1329-1393                 | Barcelone         | Église Sainte-Marie de la mer                | Chœur polygonal typique du gothique catalan                                                |
| 1322-1371                 | Manresa           | Collégiale basilique de Sainte-Marie         |                                                                                            |
| 1347 -                    | Tortosa           | Cathédrale de Tortosa                        |                                                                                            |
| 1300 - 1365               | Ciudadela         | Cathédrale Sainte-Marie de Ciudadela         |                                                                                            |
| 1262-XIVe siècle          | Valence           | Cathédrale Sainte-Marie de Valence           | Gothique valencien                                                                         |
| XVe siècle                | Valladolid        | Église conventuelle Saint-Paul de Valladolid |                                                                                            |
| Xve siècle                | Séville           | Cathédrale Notre-Dame du Siège de Séville    |                                                                                            |
| XVe siècle                | Tolède            | Monastère de Saint-Jean des rois             |                                                                                            |
|                           | Valence           | Couvent Santo Domingo (en)                   | reconstruction au XVIe siècle                                                              |
| XVIe siècle               | Ségovie           | Cathédrale de Ségovie                        |                                                                                            |
| XVIe siècle               | Salamanque        | Nouvelle cathédrale de Salamanque            |                                                                                            |

### Principaux édifices civils
| Construction | Lieu              | Bâtiment                   | Usage initial                 | remarques          |
| ------------ | ----------------- | -------------------------- | ----------------------------- | ------------------ |
|              | Barcelone         | Drassanes                  | arsenaux, construction navale |                    |
|              | Barcelone         | Loge de mer de Barcelone   | Bourse maritime               |                    |
|              | Barcelone         | Hôpital de la Sainte-Croix | hôpital                       |                    |
| XVe siècle   | Olite             | Palais royal d'Olite       |                               |                    |
|              | Palma de Majorque | Llotja de Palma            | Bourse maritime               |                    |
| 1482 - 1498  | Valence           | Lonja de la seda           | Bourse maritime               | Gothique valencien |
| XVe siècle   | Guadalajara       | Palais de l'Infantado      |                               |                    |
| XVe siècle   | Valladolid        | Collège San Gregorio       |                               |                    |
| XVe siècle   | Coca (Ségovie)    | Château de Coca            |                               |                    |

## XVeetXVIesiècles
Durant les siècles XV et XVI, alors que la renaissance italienne était vigoureuse, l'activité gothique en Espagne se fit pesante. On érigea un grand nombre de bâtiments de grandes dimensions caractérisés par leurs simplicité structurelle et leur complication ornementale. On érigea les grandes cathédrales de Séville (initiée en 1402) de Ségovie (1525) et de Salamanque (1513). Le choc entre les styles qui se rencontraient à cette époque était pleinement perçu par les contemporains, mais d'une manière distincte à ce qu'on a l'habitude de percevoir avec le goût actuel qui associe la Renaissance avec la « modernité » et le gothique avec le « médiéval » : Diego de Sagredo exprima son opposition avec le style « moderne » (le gothique dans sa version locale dite hispano-flamande) et le « roman » (le style renaissance classique et italianisant) 
Durant le XVe siècle, l'influence flamande fut très importante et de nombreux artistes du nord  de l'Europe s'établirent en Espagne, grâce à l'étroite relation politique et commerciale de la Castille avec ces contrées. Des architectes tels que Jean de Cologne et Simon de Cologne travaillèrent  à Burgos et Valladolid, où on peut admirer leurs travaux de la cathédrale de Burgos (chapelle du connétable) , de l'église conventuelle Saint-Paul et au Collège Saint-Grégoire.
Hannequin de Bruxelles initia le style de Tolède, suivi par son disciple Juan Guas (palais de l'Infantado et monastère de Saint-Jean des Rois) et Enrique Egas qui créèrent une école adaptée à la sensibilité locale. La fusion des motifs gothiques, flamands et mudéjars attint son développement maximal durant ce siècle, créant un authentique style national nommé gothique isabélin, d'après le nom de la souveraine d'alors. Il se caractérise par une riche ornementation qui réunit les formes flamandes, mudéjar et renaissantes et initia en outre une lente transition vers la Renaissance en même temps qu'il créa une résistance à l'abandon des paradigmes architecturaux gothiques traditionnels. Ses meilleures œuvres sont le monastère de Saint-Jean des Rois à Tolède, la Chapelle royale de Grenade et la chartreuse de Miraflores à Burgos. 
C'est également de cette période que date la cathédrale de Palencia qui, bien qu'initiée en 1321 fut essentiellement construite à cette période du XVe siècle. 
Cette époque aboutit sur l'art plateresque qui fut une réinterprétation de l'art gothique avec celui de la renaissance, sans pouvoir établir de frontière claire.

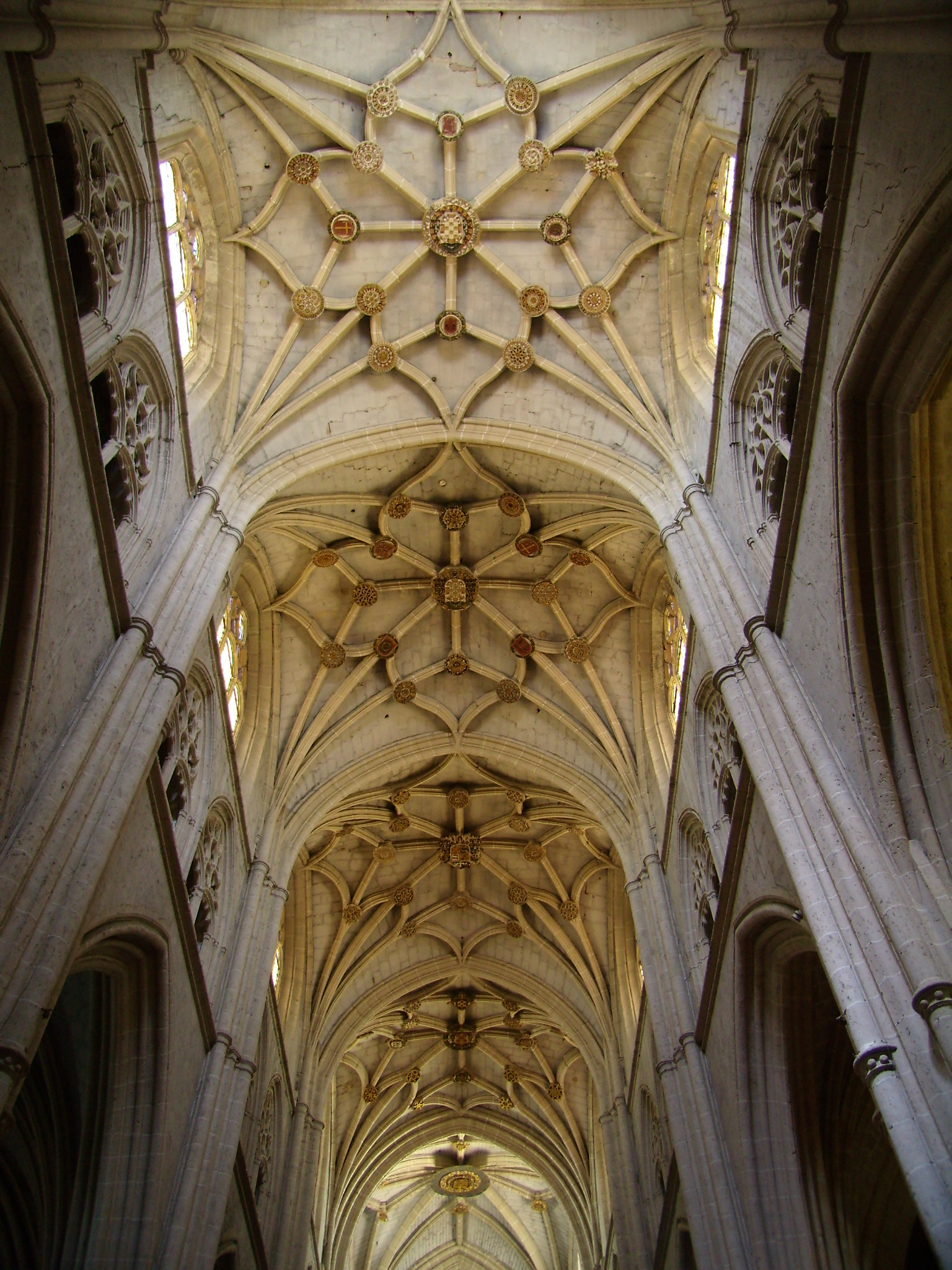
Cathédrale de Palencia.
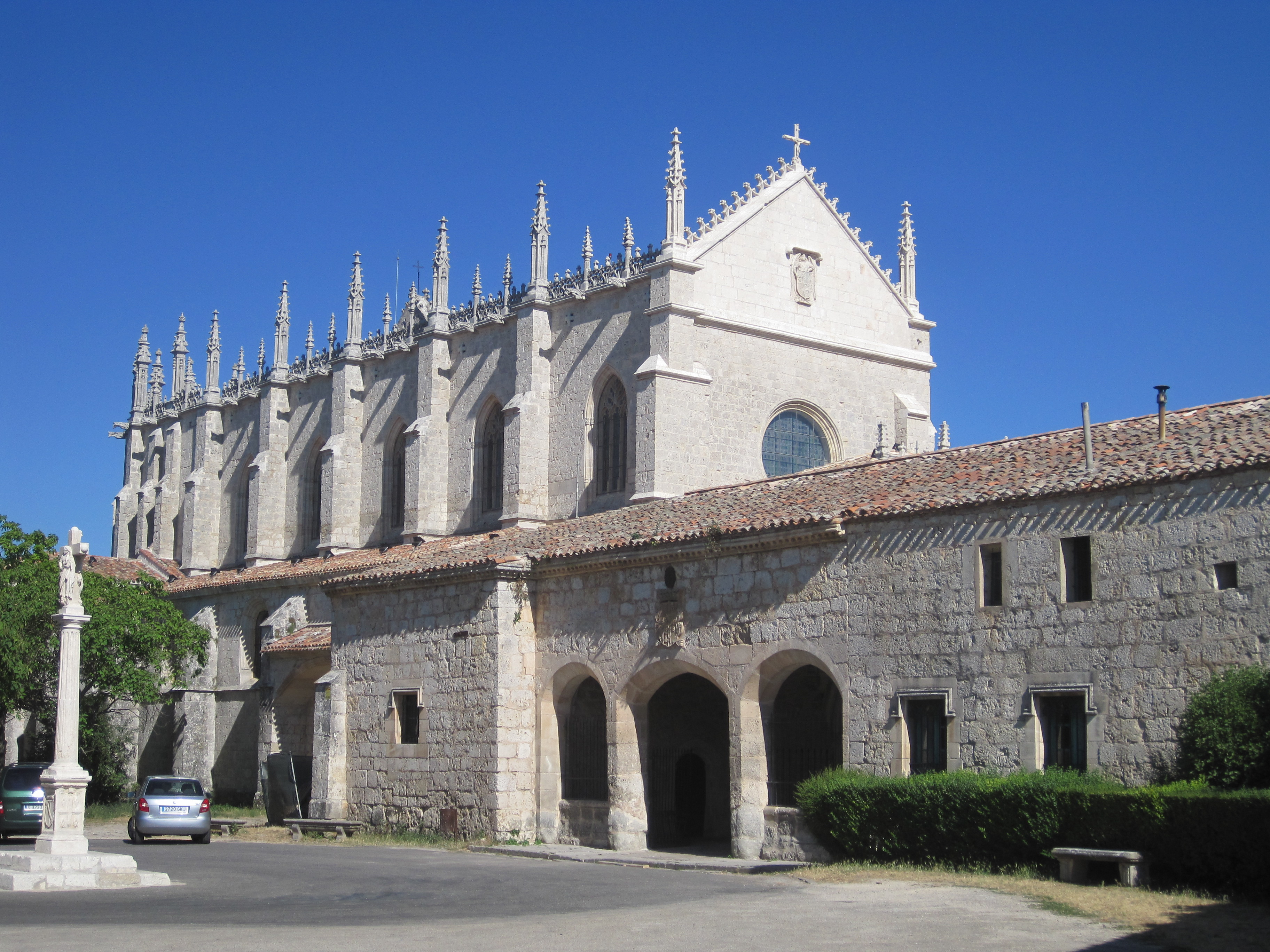
Chartreuse de Miraflores.
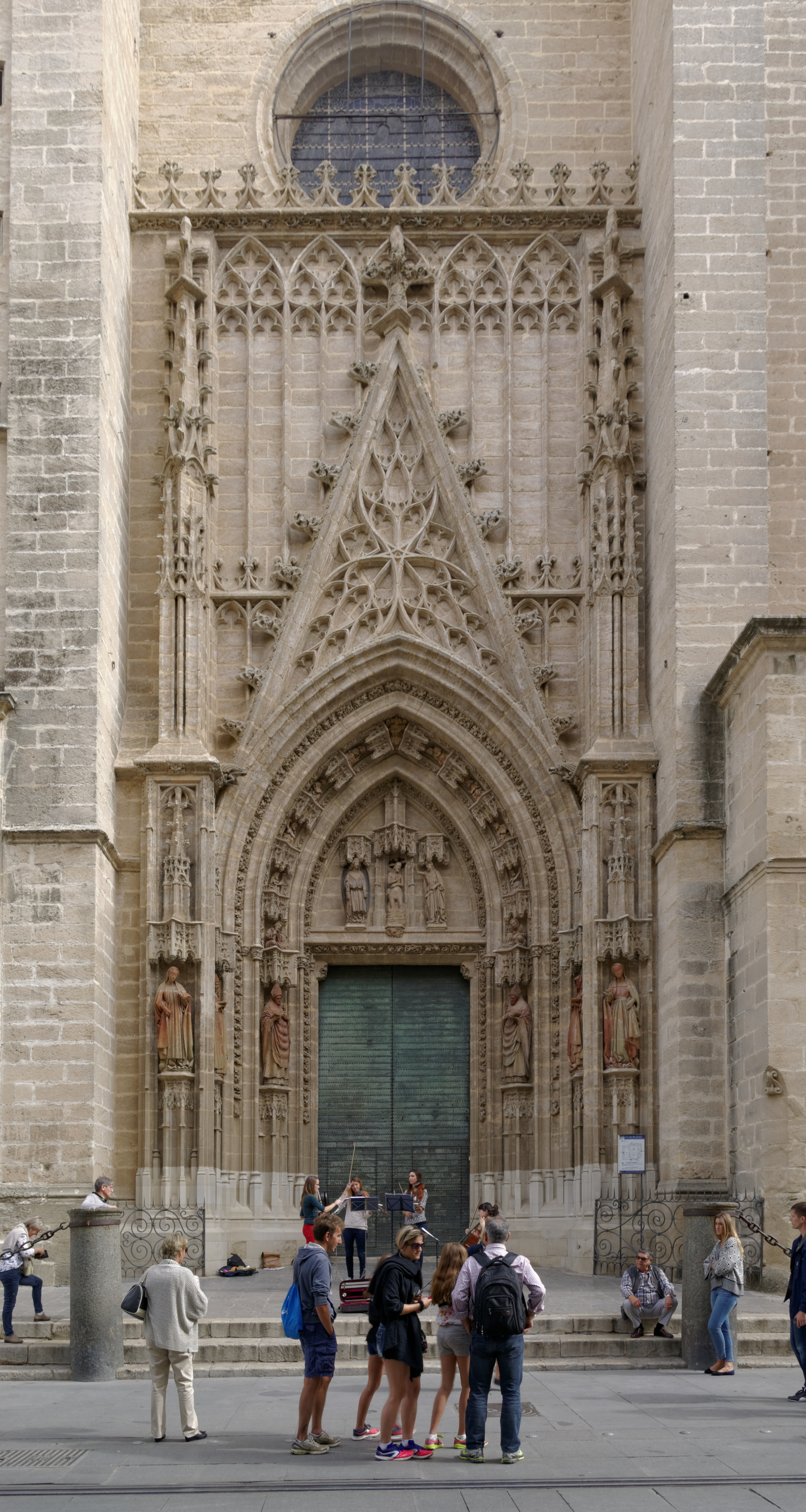
Puerta del Bautismo, Cathédrale de Séville.
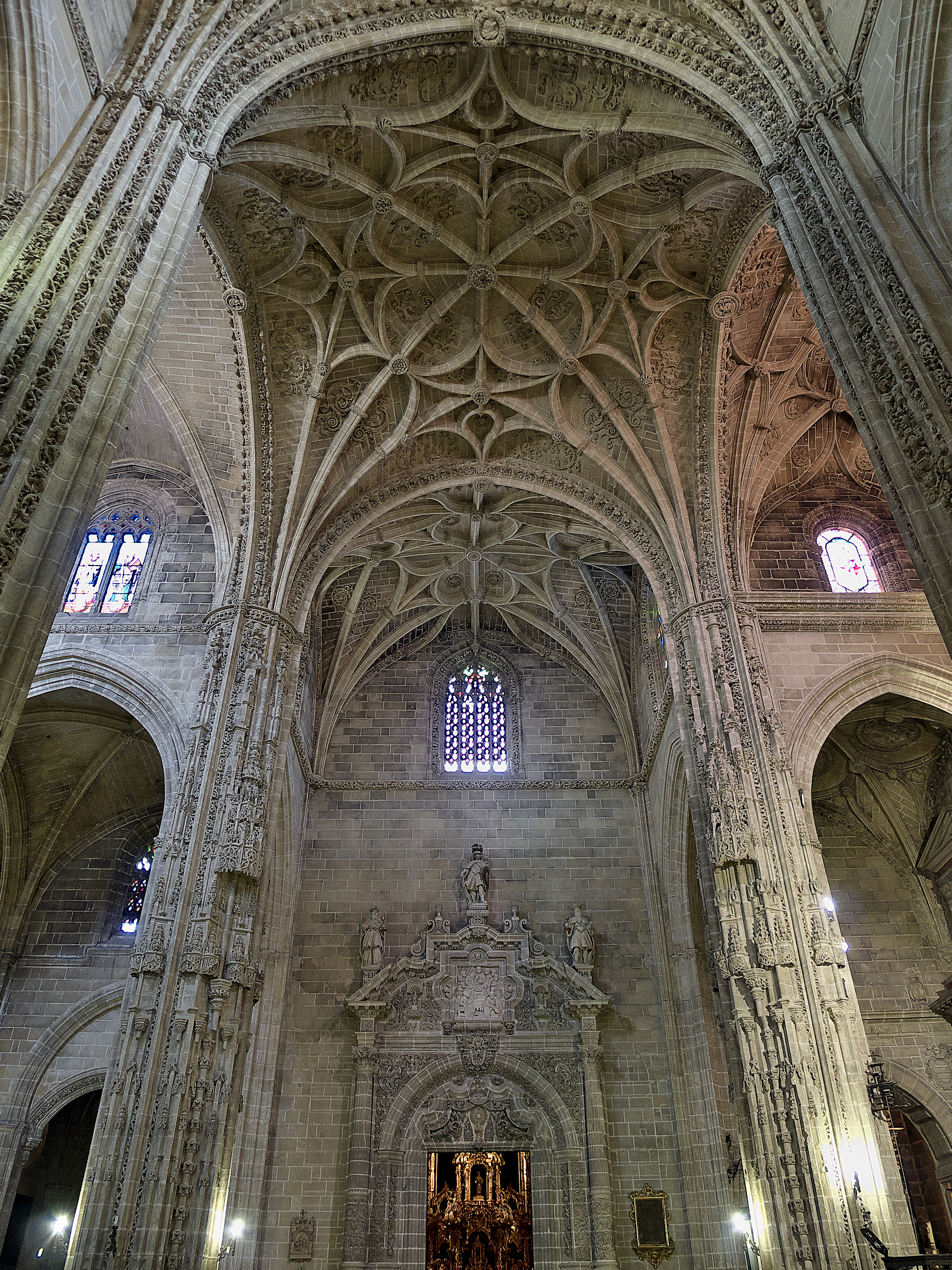
Église de San Miguel (Jerez de la Frontera).
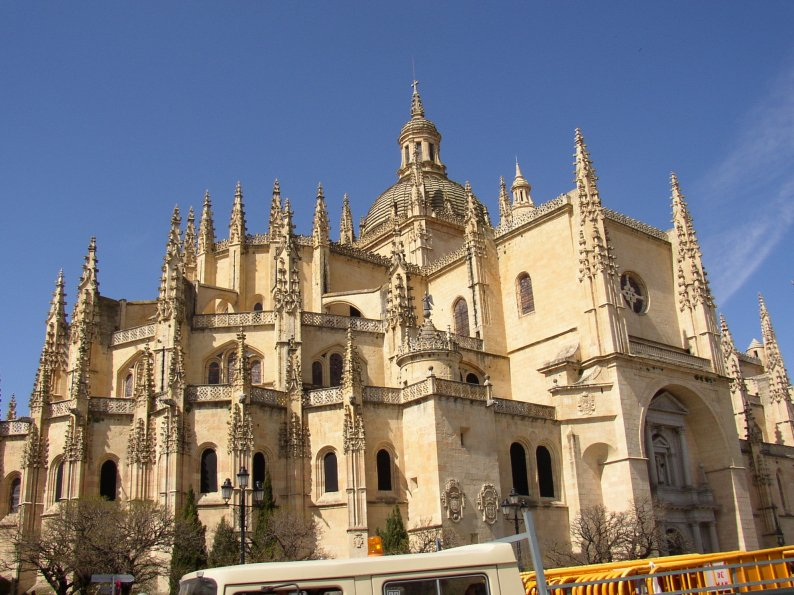
Cathédrale de Ségovie.
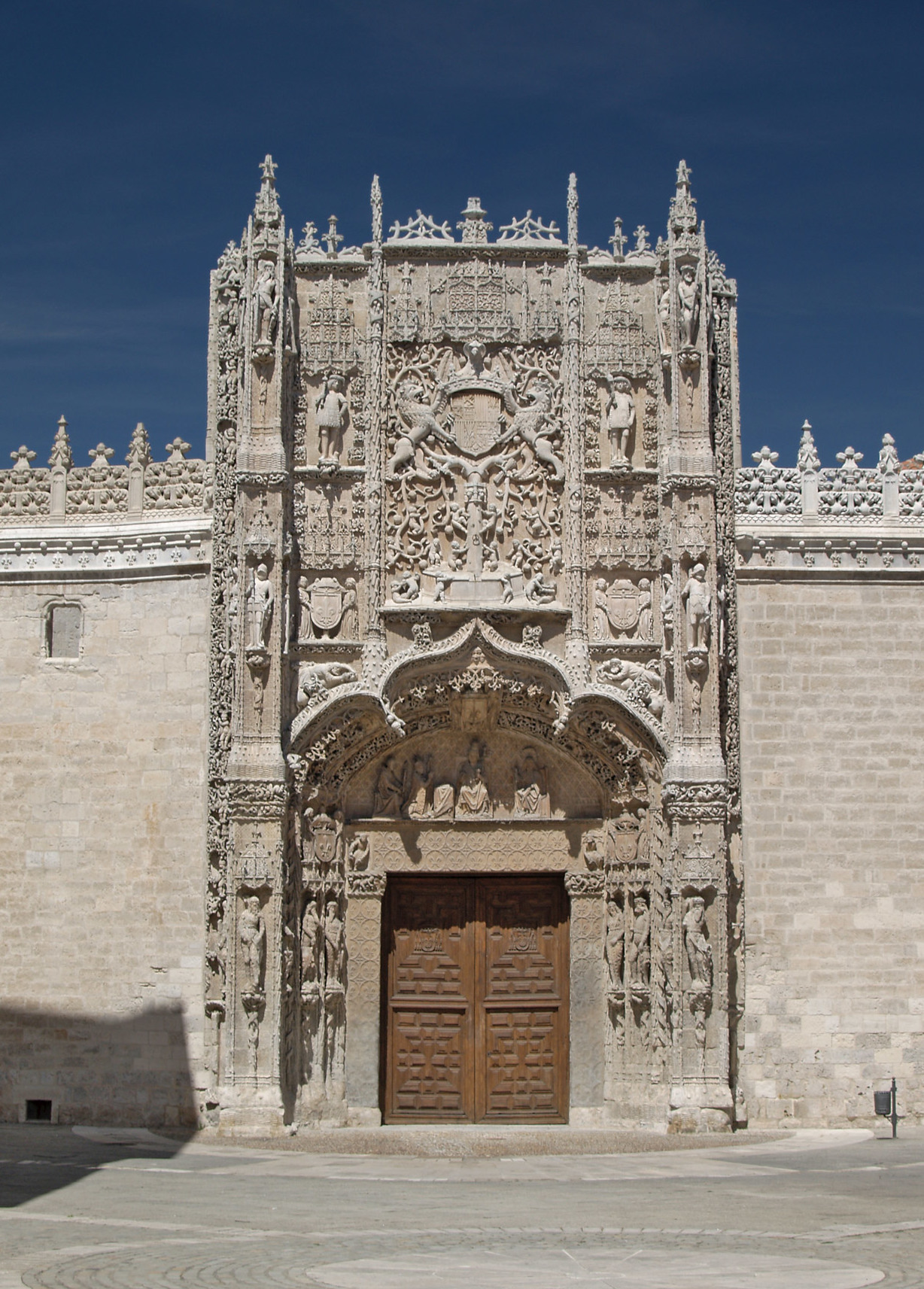
Colegio de San Gregorio.

## Plans au sol
Couronne de Castille

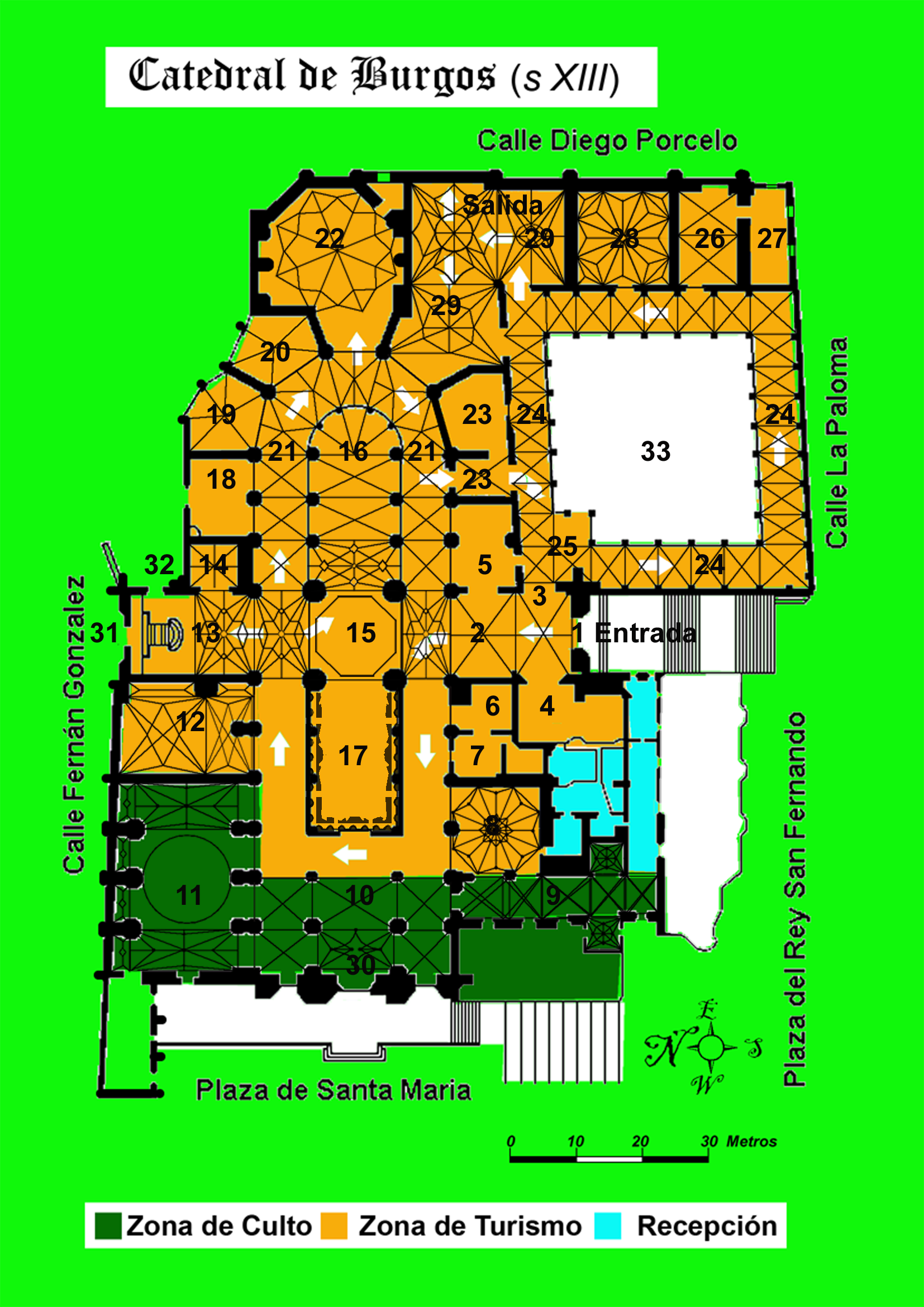
Cathédrale de Burgos.
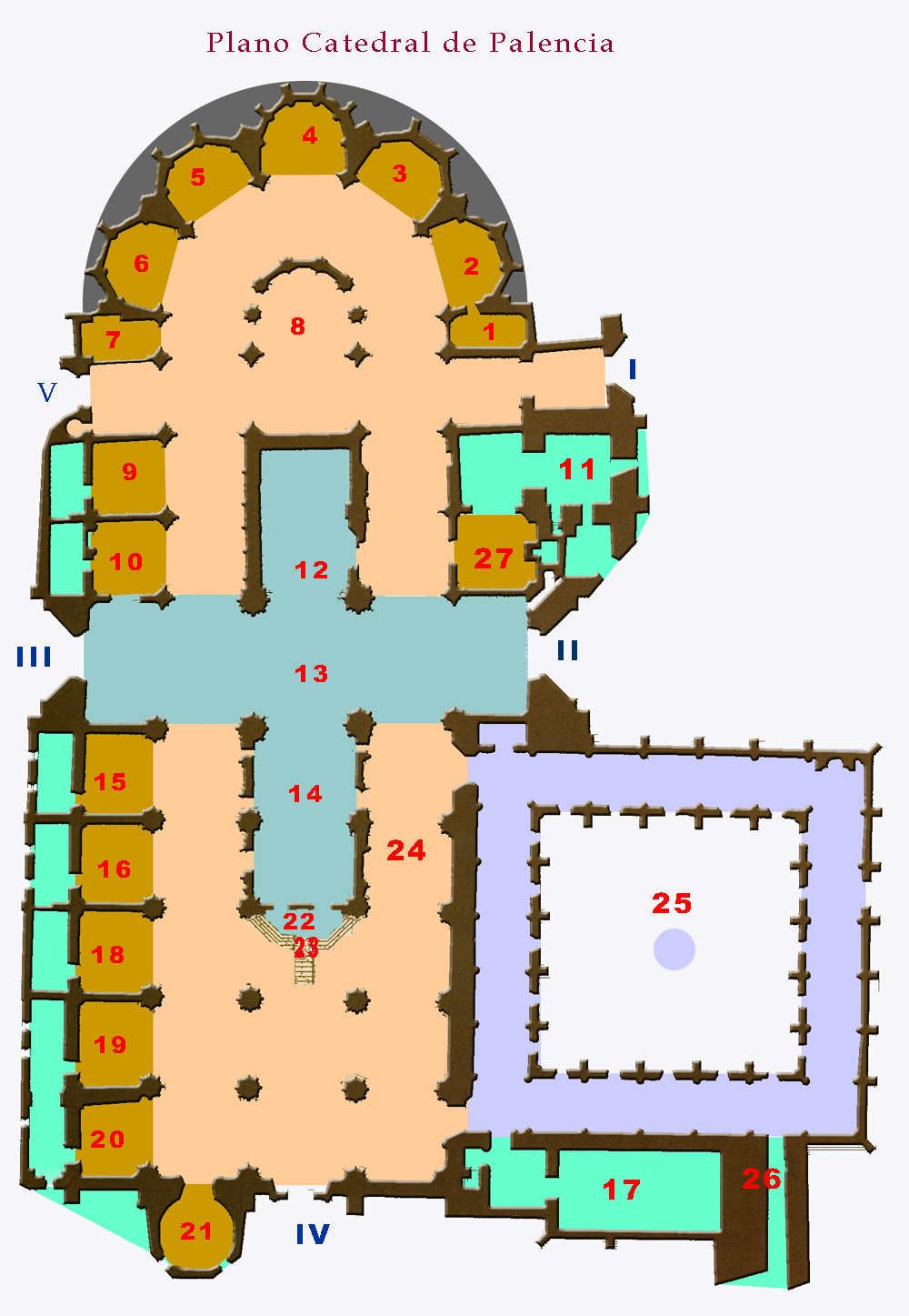
Cathédrale de Palencia.
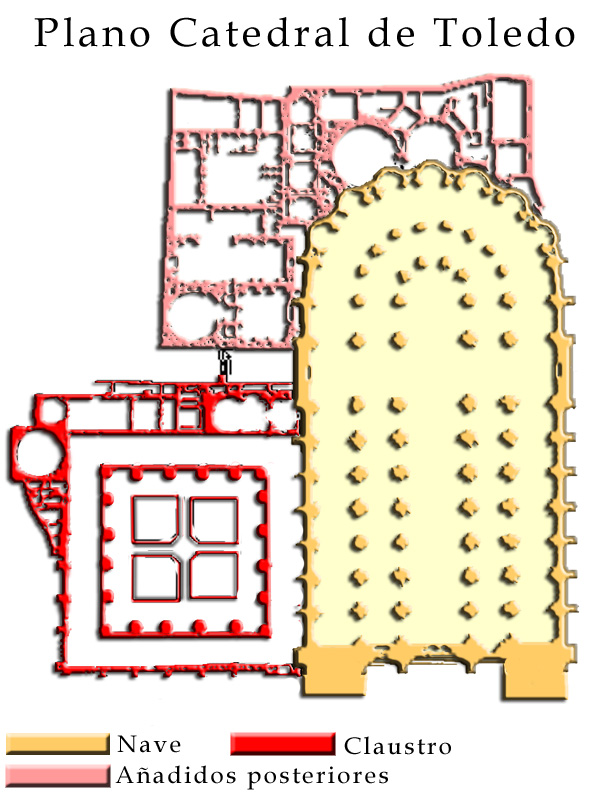
Cathédrale de Tolède.
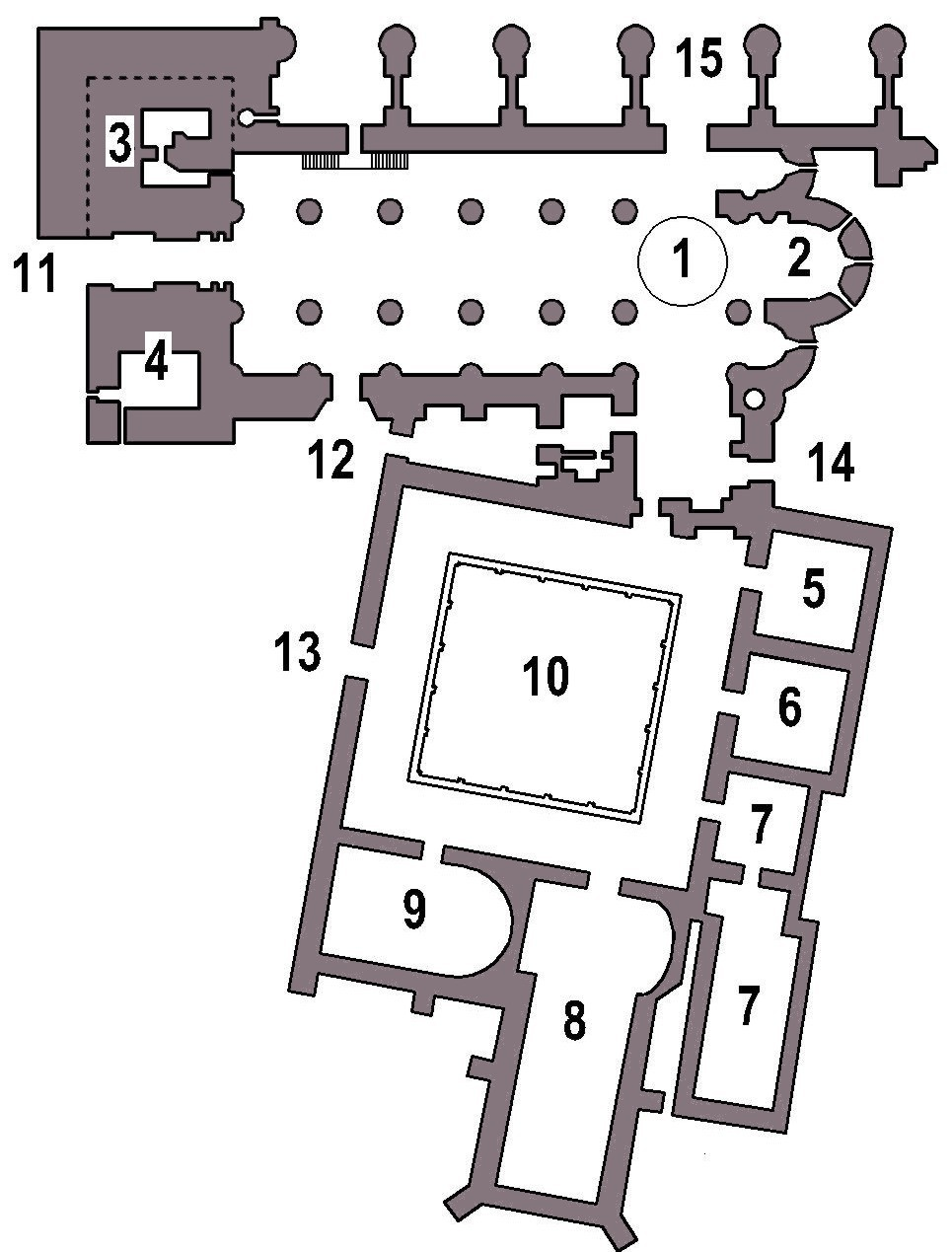
Vieille cathédrale de Salamanque.
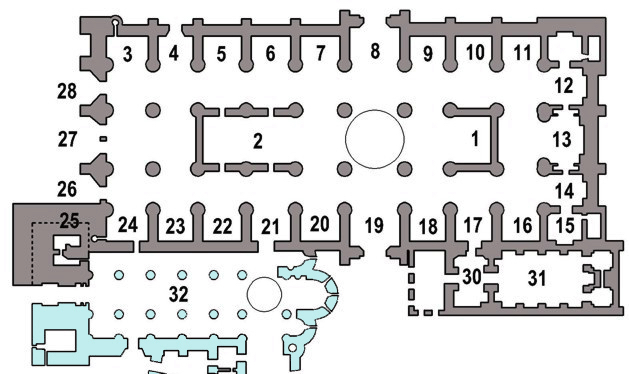
Nouvelle cathédrale de Salamanque.
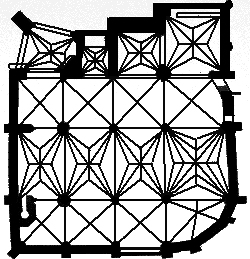
église Saint Antoine (Bilbao)
église Saint Bartolomé (Logroño).
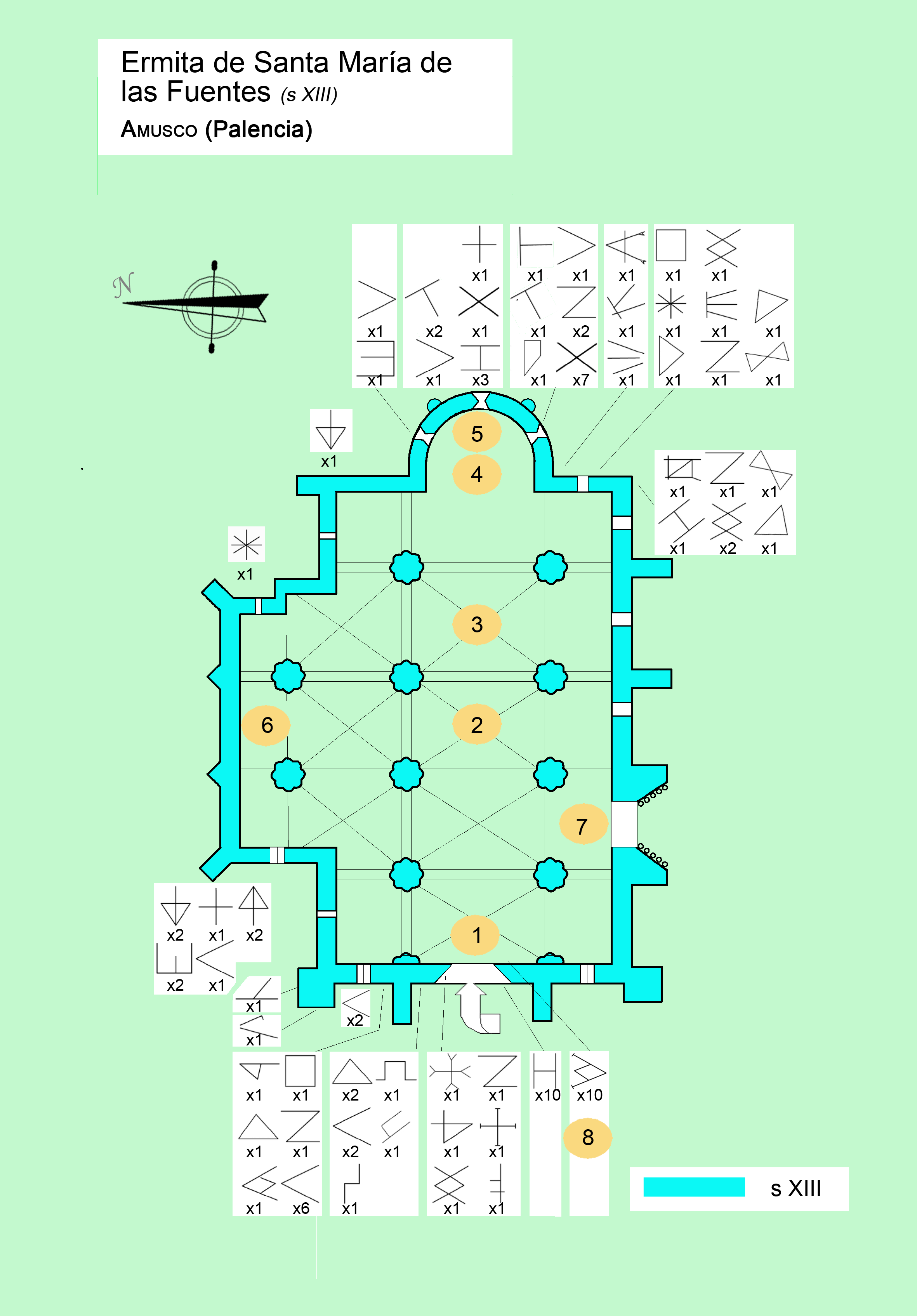
Ermitage de Notre Dame des sources (Amusco).
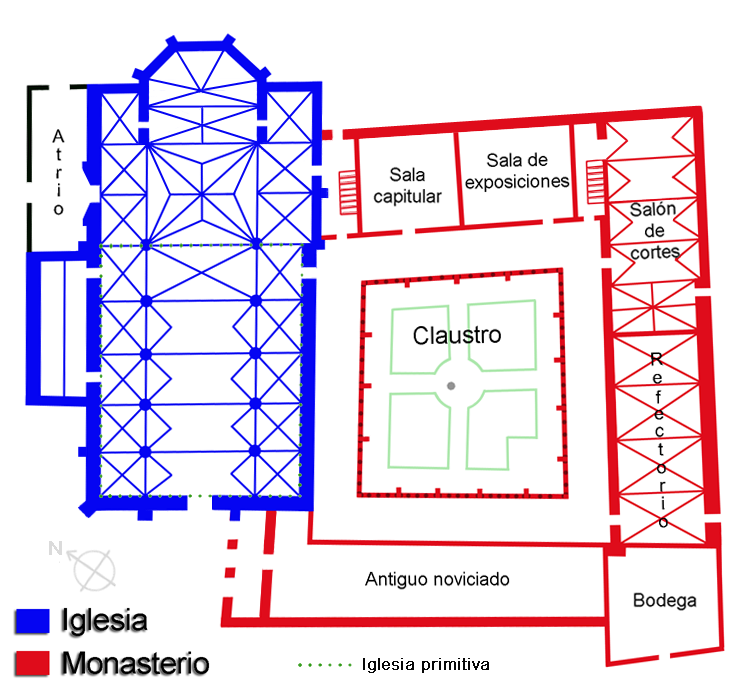
église monastère de Notre Dame de la Soterraña.
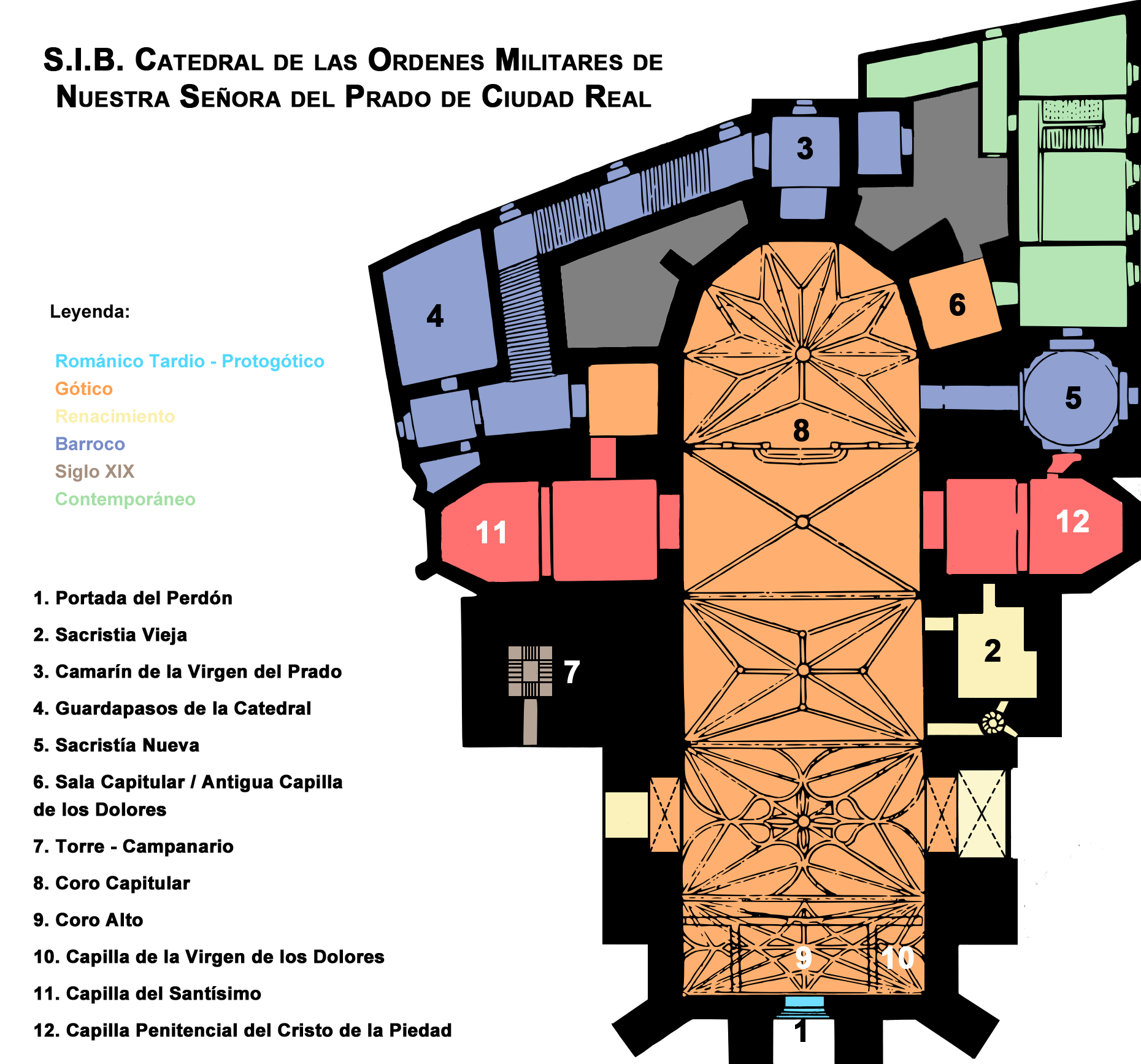
Cathédrale de Ciudad Real.

Couronne d’Aragon

Cathédrale de Tarragone.
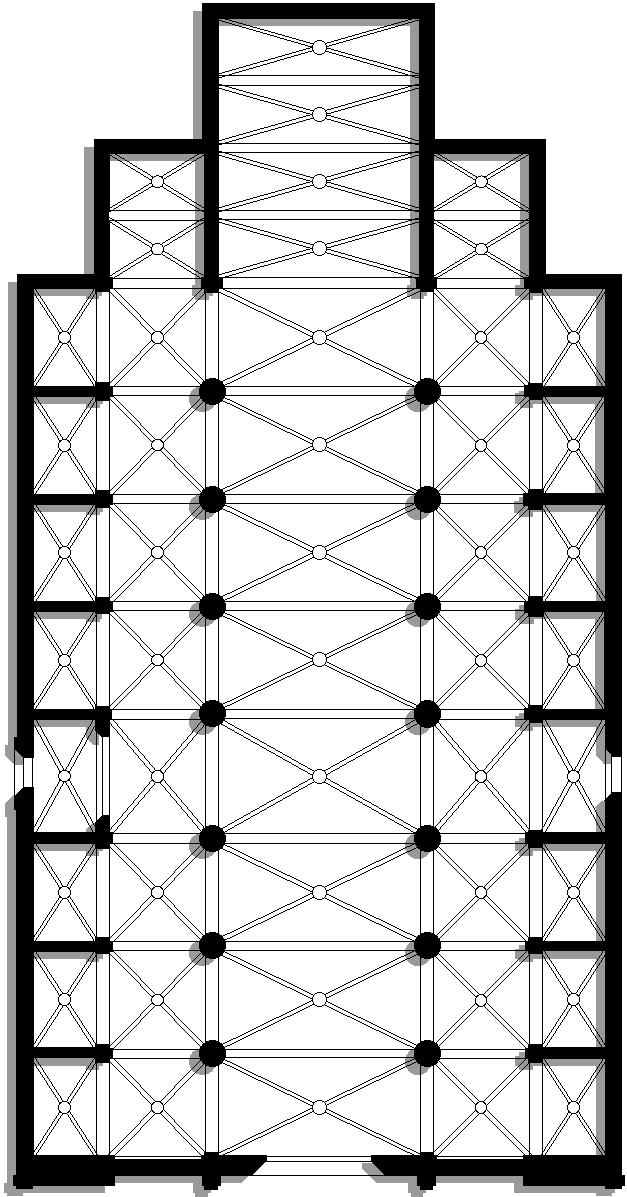
Cathédrale de Palma de Majorque.
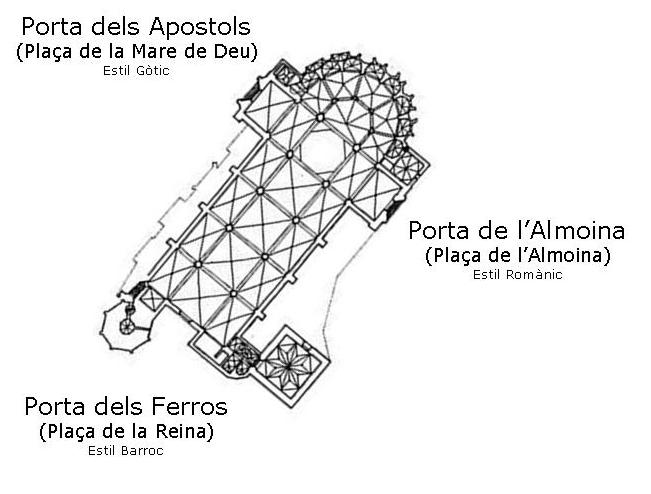
Cathédrale de Valence.
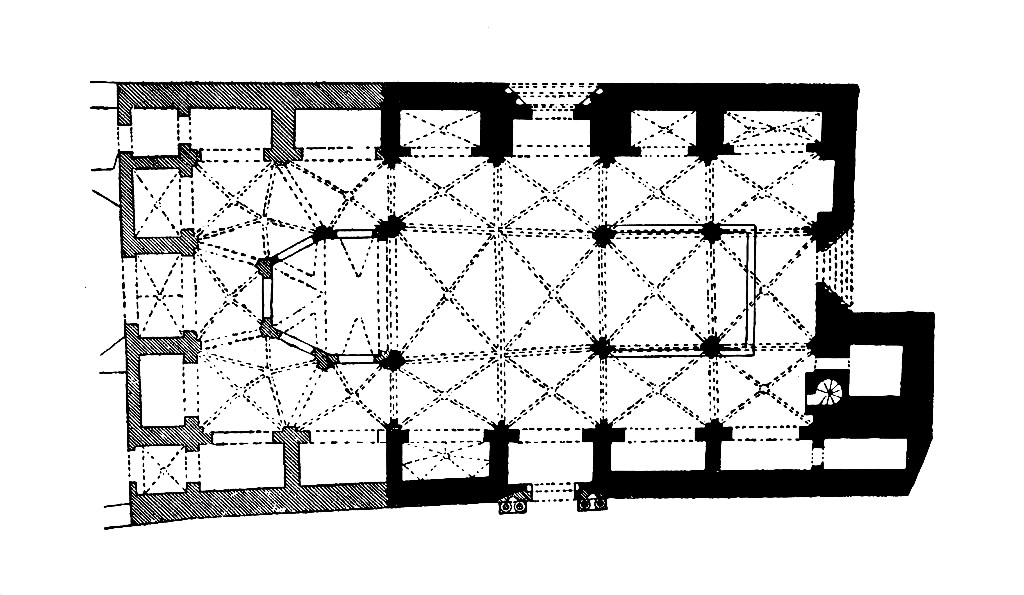
Cathédrale d'Orihuela.
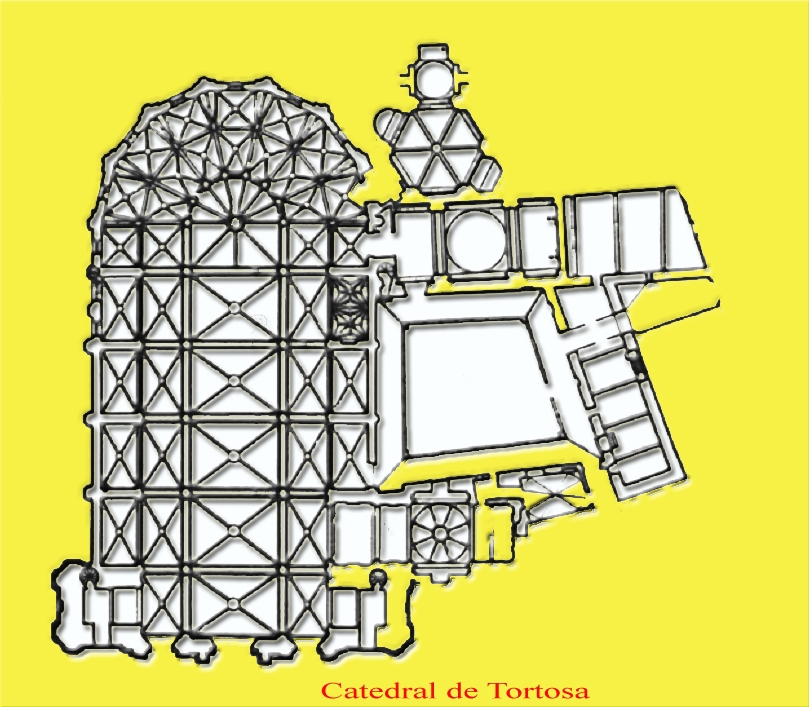
Cathédrale de Tortosa.
Cathédrale de Gérone.
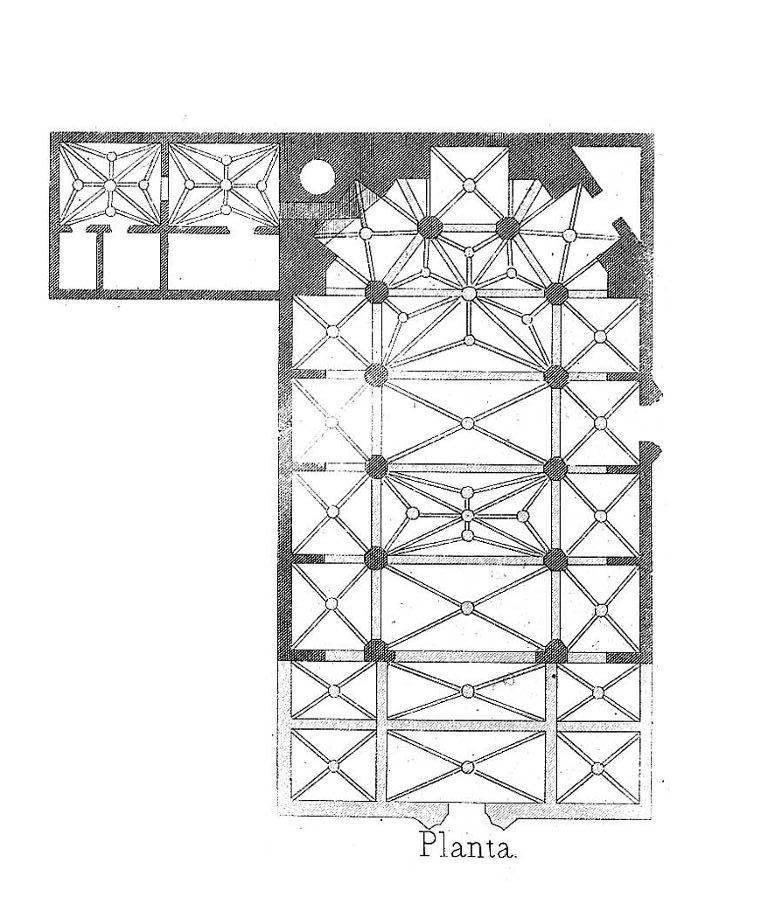
Église archipresbytérale de Santiago (Villena)
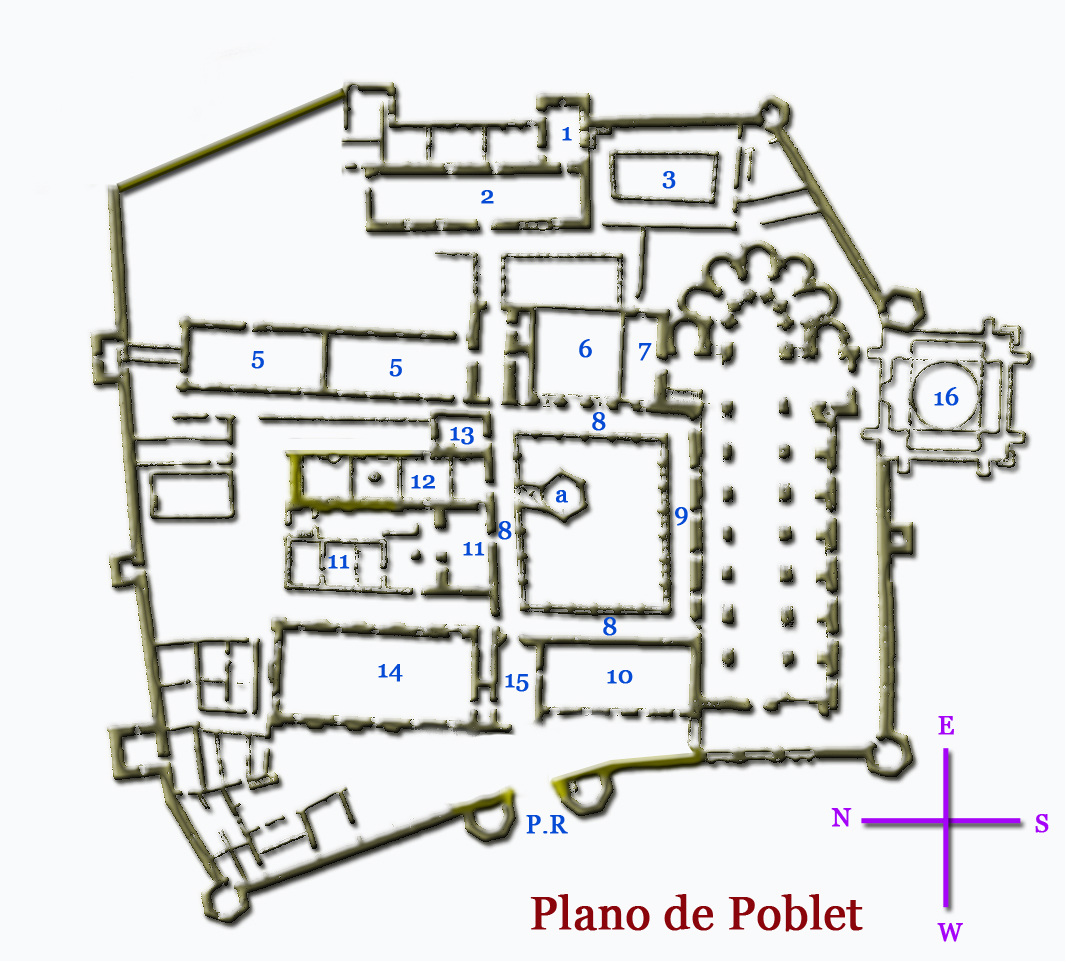
Monastère de Poblet
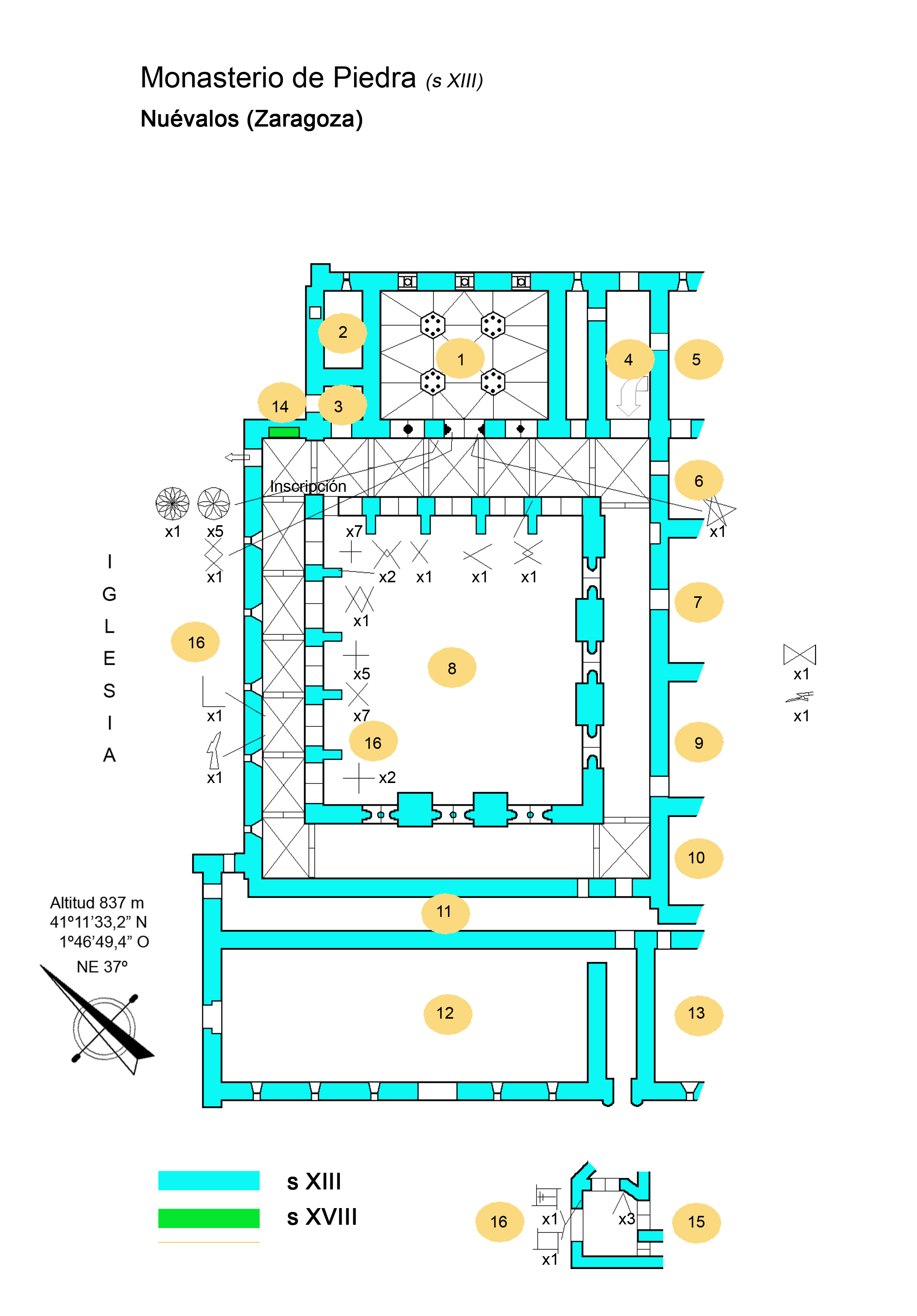
Monastère de Piedra (cloître)
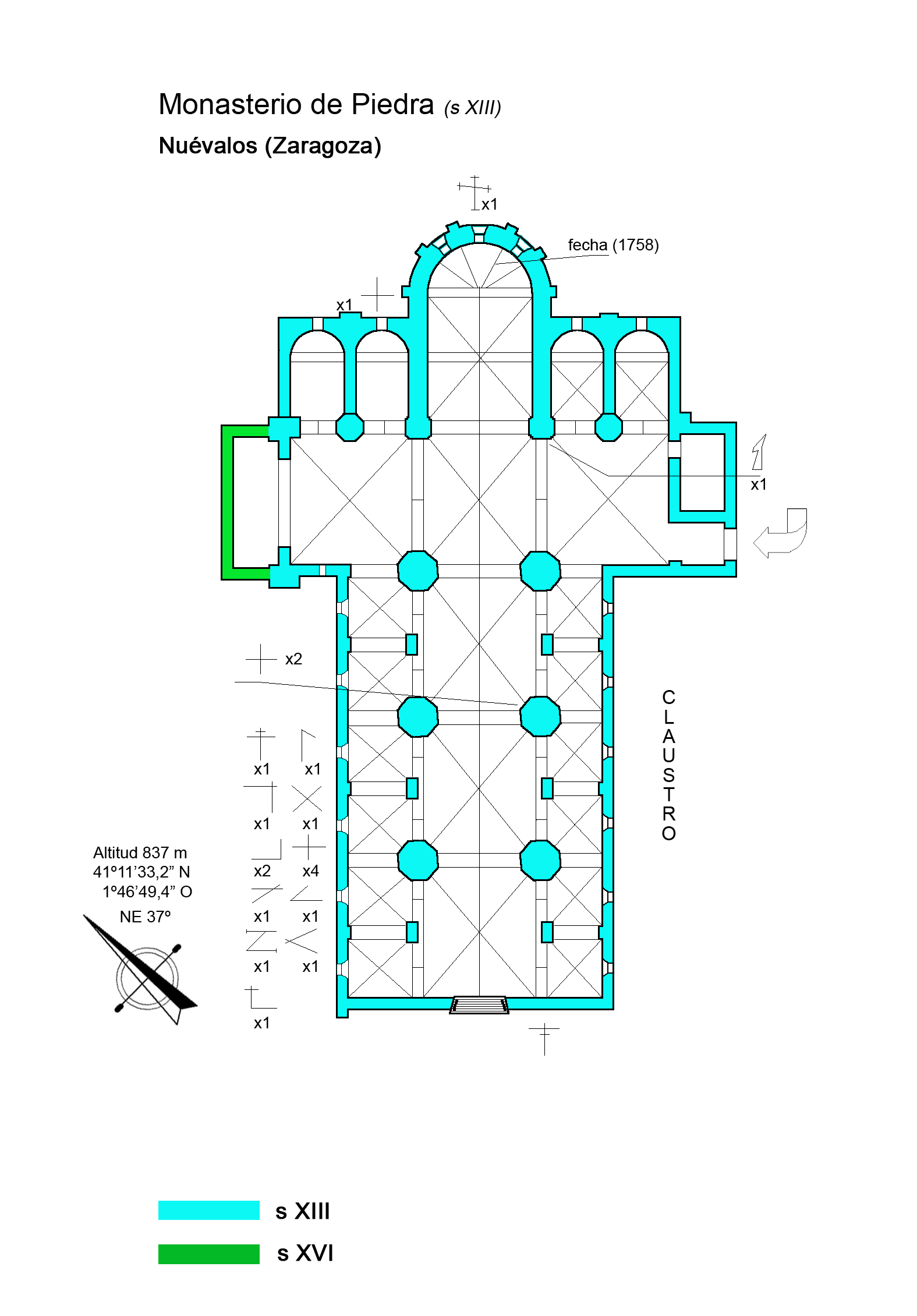
Monastère de Piedra (église)

Royaume de Navarre

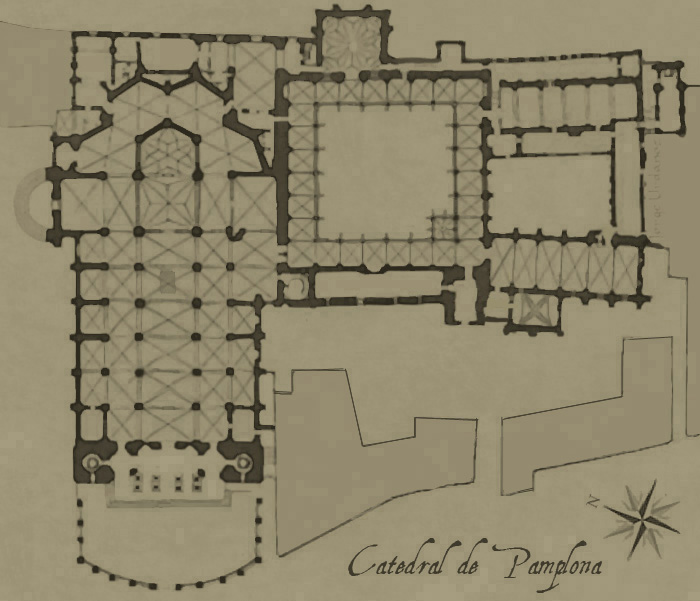
Cathédrale de Pampelune.